# Tamara Tchinarova
Tamara Tchinarova ou Tamara Finch (née Tamara Rekemchuk, en russe Тамара Рекемчук Чинарова; 19 juillet 1919, Cetatea Albă - 31 août 2017, Marbella) est une ballerine en Europe et en Australie de descendance ukrainienne-arménienne-georgienne. Elle est la première épouse de l'acteur Peter Finch et par la suite devient auteur de danse.

## Biographie
Sa famille maternelle quitte la Russie pour la Bessarabie, où elle s'installe à la suite des Massacres hamidiens et où se rencontrent les parents: Yevseevny Rekemchuk, ancien capitaine d'armée et Anna Chinarova une infirmière. Ils se marient et leur fille Tamara y nait. Vers 1921-2 la famille s'installe à Paris, où la petite Tamara âgée de six ans est éblouie par le spectacle du ballet de Diaghilev et décide de poursuivre une carrière de danseuse. Bientôt elle devient élève de ballet avec la grande Olga Preobrajenska. Son père idéaliste entre temps regagne en 1926 l'Urss pour se mettre à la reconstruction d'un nouveau pays. La famille en désarroi, sa mère antibolchéviste s'y oppose et reste en France avec sa fille unique. Désormais elles ne le verront plus jamais. Après une carrière dans la NKVD, en 1937 son père est victime des Grandes Purges de Staline. À l'insu de Tamara il laisse une veuve et un fils, Alexandr.
Tamara prend le nom de famille de sa mère gallicisé de "Chinarova" en Tchinarova. À l'âge de dix ans George Balanchine la remarque parmi ses camarades douées et s'écrie que "ses genoux sont trop raides" mais la fera engager plus tard aux Ballets russes de Monte-Carlo du colonel de Basil, où elle est une associée des trois Baby ballerinas. En 1931 alors qu'elle n'a encore que douze ans, elle fait des tournées en Algérie et au Maroc où elle est présentée comme "la plus petite ballerine du monde". En 1932, elle voyage en Roumanie, son pays natal ; là elle est accompagnée par des musiciens tziganes qui lui apprennent les pas compliqués de leurs danses, dont elle se servira ensuite dans Petrouchka.

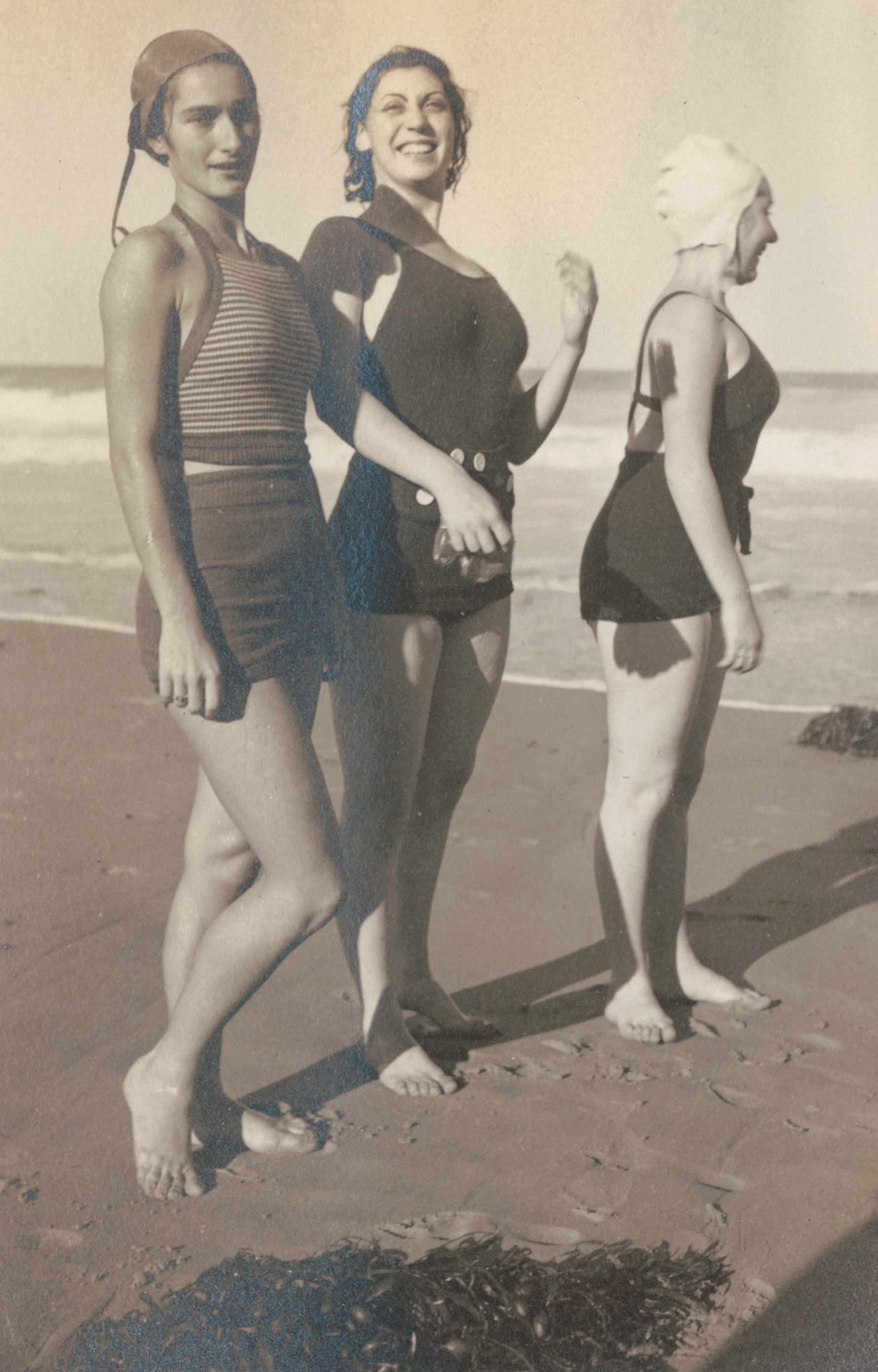
Tamara Tchinarova (à gauche) avec Nina Youshkevitch et une inconnue sur la plage Bungan Beach, Nouvelle-Galles du Sud, en 1936 ou 1937

En 1932, elle entre dans la troupe Ballet russe de Monte-Carlo où elle a rapidement du succès. Tchinarova et ses camarades de classe Irina Baronova, Tatiana Riabouchinska et Tamara Toumanova sont connues en tant que "les Russes qui n'ont jamais dansé en Russie".
Pendant une première tournée en Australie en 1936 avec la compagnie des Ballets russes de Monte-Carlo, le critique britannique, Arnold Haskell (en), accueille sa partie dans Les Présages de Léonide Massine, comme « brillante et remarquable ». Deux ans plus tard, lors d'une deuxième tournée en Australie, accompagnée de sa mère, cette fois-ci avec une autre compagnie de Vassily de Basil, la Covent Garden Russian ballet, elle est admirée pour son rôle de Thamar dans le ballet de Michel Fokine ainsi que pour d'autres rôles, tels que dans Le Beau Danube.
En 1939 à l'achèvement du contrat australien, elle décide de rester en Australie et s'y installer. Elle enseigne la danse à l'école Frances Scully School of Dancing pendant que sa mère travaille dans une manufacture de vêtements et de costumes. En 1941 Tchinarova est invitée par la danseuse danoise Hélène Kirsova, ancienne collègue des Ballets russes, à joindre son Ballet Kirsov où Tchinarova crée plusieurs nouveaux rôles, dont Satana dans une mise en scène de Faust.
Durant les années 40, Tchinarova s'implique ardument dans le développement du ballet classique en Australie. En 1943 elle épouse l'acteur Peter Finch. Pendant qu'il reste dans l'armée, outre la compagnie Kirsov, elle participe dans les épreuves de la the Polish-Australian Ballet et de la nouvelle compagnie Borovansky ballet, fondée par le danseur tchèque, Edouard Borovansky, ancien membre de la compagnie de Pavlova. Avec lui elle monte en scène et supervise la chorégraphie de Carnaval, Schéhérazade et Le Beau Danube inspirés du répertoire des ballets russes.
Après avoir quitté la compagnie Borovansky en 1946, Tchinarova danse encore dans deux spectacles, The Dancing Years et Gay Rosalinda. En 1948, encouragés par Laurence Olivier et les attraits culturels du Royaume Uni, Tamara et Peter Finch décident de s'installer à Londres. Leur fille y nait en 1949. En 1959 le couple divorce.
En 1958 Tamara publie en anglais son premier ouvrage, un livre de contes russes pour enfants. Elle en est l'auteur avec le pédiatre britannique Hector Cameron (en). Elle devient interprète anglais/russe pour les compagnies de ballet et entame une carrière d'écrivain et historienne de danse. En 2004 elle quitte Londres pour s'aménager auprès de sa fille en Espagne. En 2006 ont lieu en Espagne les premières retrouvailles entre elle et son demi-frère, Aleksandr Rekemchuk (ru), lui-même devenu un écrivain russe de renommée. Elle meurt à Malaga, âgée de 98 ans en 2017, un mois après son frère qui lui décède à Moscou, tous deux étant nés au bord de la Mer Noire dans des pays différents.

## Écrits
- The Little King: The book of twenty nights and one night, avec Hector Cameron, 1958
- The first Baby Ballerinas, 1985[7].
- Dance portrait: Stephanie Dabney, 1986
- Matz Skoog, 1987
- Vaganova's pupil: Irina Kolpakova, 1988
- Nijinska as task-master, 1991
- Tamara Toumanova. publ. Dancing Times. July 1997, p. 889—891, 893[8].
- Dancing into the Unknown: My Life in the Ballets Russes and Beyond, 2007.